# Sharkwater
Tiburón, en las garras del hombre (título original: Sharkwater) es un documental canadiense de 2007 escrito y dirigido por Rob Stewart, quien también interpreta el papel principal. El la película, Stewart pretende deflactar las actitudes actuales acerca de los tiburones, y expone la forma en que la voraz industria de la caza de tiburones los está conduciendo a la extinción.
Filmado en vídeo de alta definición, Sharkwater explora las más densas poblaciones de tiburones en el mundo, exponiendo la explotación y la corrupción de la industria de la caza de tiburones en la reserva marina de la Isla del Coco, Costa Rica y las Islas Galápagos, Ecuador.
Stewart viaja con Paul Watson y su Sea Shepherd Conservation Society, ya que estos se enfrentan a los cazadores furtivos de tiburones en Guatemala y Costa Rica. Entre las experiencias del grupo hay persecuciones en barco entre los cazadores furtivos y la policía, apisonado de barcos, la filmación con cámara ocultas de las instalaciones masivas de cercenamiento de las aletas de los tiburones, los sistemas judiciales corruptos y, finalmente, el intento de realizar contra ellos cargos de homicidio que fuerza a Stewart y Watson a huir de la policía. Stewart explora cómo la creciente demanda de sopa de aleta de tiburón en Asia está alimentando un comercio ilegal de tiburones. Su expedición se corta, sin embargo, cuando es diagnosticado con una enfermedad come carne (de la que se recupera).
Stewart descubre que los tiburones han pasado de depredador a presa, y de cómo a pesar de sobrevivir a la historia de extinciones en masa de la Tierra , podrían ser fácilmente eliminados en unos pocos años.
La película ha ganado ocho grandes premios y ha sido nominado otras tres veces.

## Premios
"Sharkwater" recibió 31 premios internacionales.
- Canada's Top Ten: Toronto International Film Festival
- People's Choice: Atlantic International Film Festival
- People's Choice: Ft. Lauderdale International Film Festival
- Best Documentary: Ft. Lauderdale International Film Festival
- Spirit of Independents Award: Ft. Lauderdale International Film Festival
- Special Jury Award: Hawaii International Film Festival
- Best Musical Composition: France World Festival of Underwater Pictures
- Prix Planete Thalassa: France World Festival of Underwater Pictures
- Best of the Festival Palm Springs: International Film Festival
- Best International Doc: Beverly Hills Hi-Def Festival
- Best HD Feature: AFI Dallas International Film Festival
- Audience Choice Award for Best Feature: Gen Art Film Festival
- Grand Jury Award for Best Feature: Gen Art Film Festival
- Peter Benchley Shark Conservation Award: Shark Research Institute
- Special Jury Award: 15 Short Film Festival – Charlotte, NC
- Must-See Award (Categoría: Wake-Up Films): Telluride Mountain Film Festival
- Hero of Conservation – Water Category: Conservation for the Oceans Foundation
- Top Ten Films: Cambridge Film Festival
- Jameson Audience Award: por Best International Documentary Encounters South African Int’l Doc. Festival
- Best Documentary: Film - Nominee Critics Choice Awards
- Animal Action Award: International Fund for Animal Welfare
- Best Documentary: Directors Guild of Canada
- Best Of The Festival: Santa Barbara Ocean Film Festival
- Best Sound: Nominee Golden Reel Awards
- Best Documentary: Nominee Genie Awards
- Best Environmental: Film of 2008 National Ocean Film Festival Alliance
- Best Feature Documentary: Genesis Awards
- Audience Award: Durban International Film Festival
- Activism through Adventure: Adventure Film Festival 2008 Boulder, CO
- Theatrical Award - Nominated Wildscreen 2008: Panda Award
- Documentary Award: Bergen Int'l Film Fest